# Los Dioses Gemelos

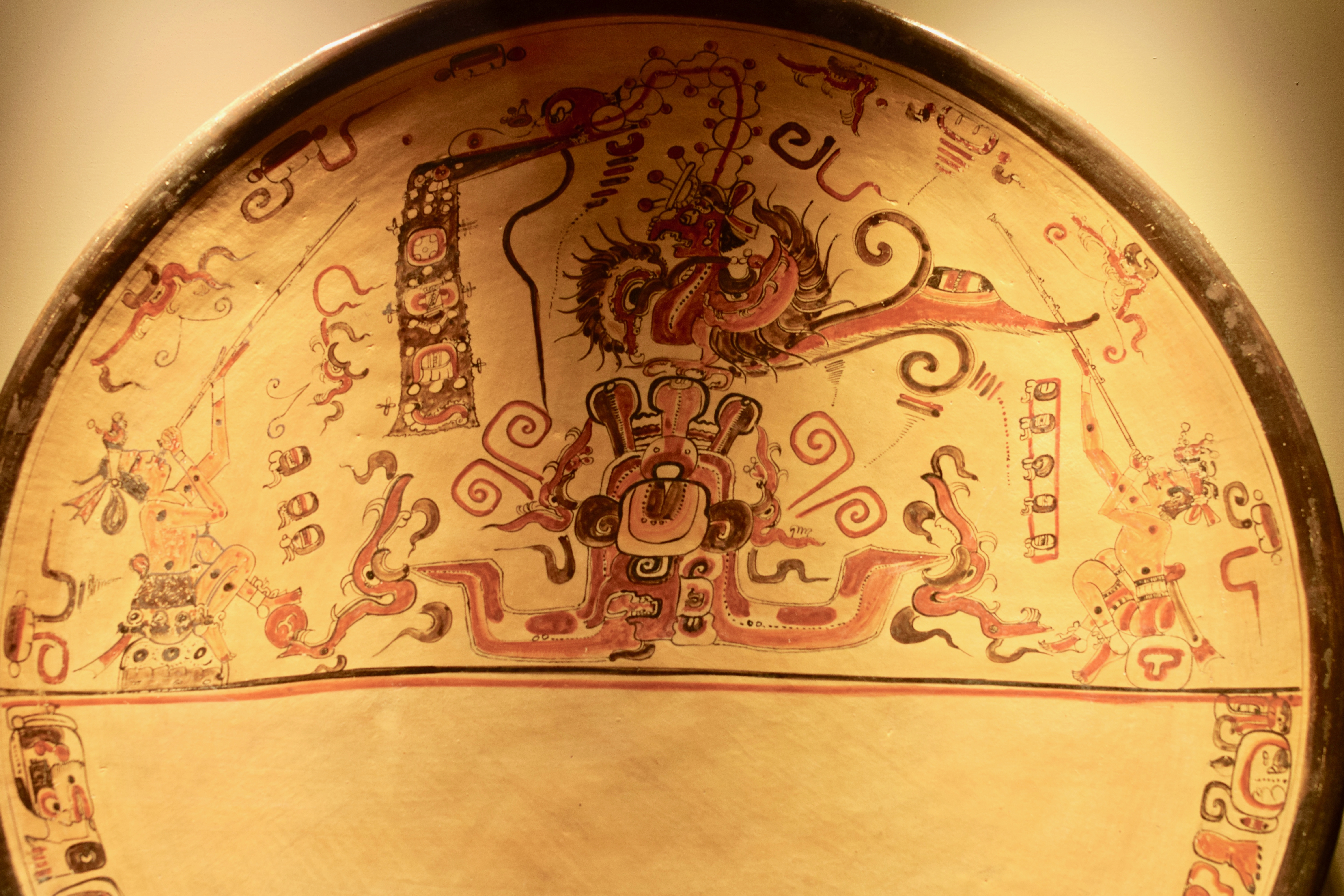
Los Dioses Gemelos Hunahpú (izquierda) e Ixbalanqué (derecha) combaten a Vucub Caquix, Plato Blom, México.

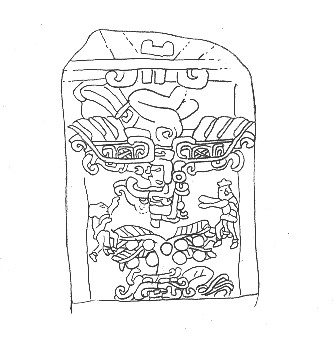
Los Dioses Gemelos en la estela 2 de Izapa, México.

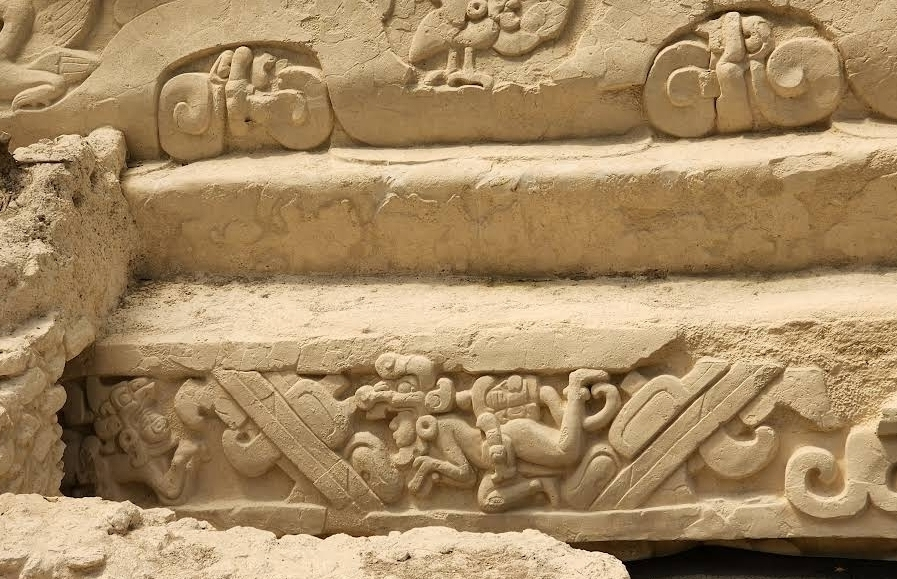
Escena parte del Popol Vuh, en la cual el Héroe Gemelo Ixbalanque rescata una cabeza, pudiendo hacer referencia a la cabeza que fue cortada de su hermano “Hunapuh”, en la casa de los murciélagos. (Friso de Los Héroes Gemelos, Guatemala).

En la mitología maya, los Dioses Gemelos, conocidos con el nombre quiché de Hunahpú e Ixbalanqué (o conocidos en Yucatán con el nombre en maya de Jun Ajaw y Yax Balam) son las deidades centrales de un mito preservado desde el periodo preclásico de Mesoamérica en las estelas de Izapa, México y posteriormente en el libro de origen colonial escrito varios siglos después que recopila la tradición oral del pueblo quiché de Guatemala llamado Popol Vuh, lo que lo convierte en uno de los relatos mitológicos prehispánicos más antiguos preservados casi en su totalidad. También son llamados como los Héroes Gemelos por sus hazañas legendarias, fueron hijos del dios Hun-Hunahpú y de la doncella Ixquic, según el relato mitológico fueron grandes cazadores con cerbatana y jugadores de juego de pelota encargados de derrotar a los falsos dioses de la tierra como Vucub Caquix y de derrotar a los señores del Xibalbá, después se transformaron en el sol y la luna dando paso a la nueva era de la tierra donde fue creada la humanidad.
Iconográficamente eran representados con manchas de jaguar en el cuerpo y la piel como un rasgo distintivo y símbolo divino, portando largas cerbatanas como arma insignia que permite identificarlos. La historia de los héroes gemelos mayas Hunahpú e Ixbalanqué era conocida desde el periodo preclásico mesoamericano una de las representaciones más antiguas se encuentra en las estelas de Izapa en México datadas entre el 300 al 250 antes de Cristo que son el antecedente a varias obras cerámicas del periodo clásico retratando escenas mitológicas relacionadas a los Dioses Gemelos como el Plato Blom que destaca por su calidad iconográfica y de la narrativa que fue escrita en el Popol Vuh durante la época colonial.Otra de las representaciones más antiguas se encuentra en la mayor ciudad de la época preclásica maya, El Mirador, Guatemala, llamada 'Friso de Los Héroes Gemelos' del año 300 a. C., en ésta aparecen representados en escenas mitológicas que glorifican la realeza y la legitimidad del poder divino, vinculando a los gobernantes con las hazañas de estos héroes mitológicos.

## Historia
En la tradición oral del pueblo k’iche’ ubicado en el occidente guatemalteco y sur de México, se cuenta la historia de Los Dioses Gemelos retomando la historia presente en las estelas de Izapa y la narrativa mitológica prehispánica presente en la región maya a largo de varios siglos en la que Hunahpú e Ixbalanqué, que nacieron del encuentro entre Hun-Hunahpú y la doncella Ixquic, a quien sus padres querían matar en las cavernas de Xibalbá. Ixquic quedó embarazada por la savia del Árbol de Jícara donde estaba depositada la calavera de Hun-Hunahpú y luego  la mandaron a matar los señores de Xibalba. Con un corazón falso escapó de los Señores de Xibalbá.
Ixquic fue eventualmente aceptada y atendida por Ixmukané, quien criaba a los 2 hijos mayores de Hun-Hunahpú. Ellos molestaban a Hunahpú e Ixbalanqué hasta que un día fueron convertidos en monos por sus hermanos menores.
Hunahpú e Ixbalanqué encontraron la cancha del Juego de pelota que había construido su padre, y al momento de jugar molestaron a los Señores de Xibalbá, por lo que fueron llamados a visitar el Inframundo, donde pasaron por varias pruebas y vencieron a los Señores de Xibalbá.
Después de su victoria en el Inframundo, Hunahpú se convirtió en el Sol e Ixbalanqué se convirtió en la Luna.